# 坂本天山
坂本 天山（さかもと てんざん、延享2年5月22日（1745年6月21日） - 享和3年2月29日（1803年4月20日））は、江戸時代の砲術家。信濃国高遠藩士。諱は俊豈（としやす）、通称孫八。遊臥楼と号す。
高遠藩士・坂本運四郎英臣の長男として高遠城下の荒町に生まれる。明和5年（1768年）、大坂の荻野照良に砲術を学び、帰郷して『銃陣詳説』などを著す。同7年（1770年）に藩主内藤頼由の参勤交代に随行して江戸に出府し、荻生徂徠門下の大内熊耳に入門し復古学を修める。のち荻野流を研鑽して「荻野流増補新術」として「周発台」を発明し、自藩の砲術に採用された。天明3年（1783年）から藩の郡代も務め、治山治水に努めたが、反対派のために失脚し、三年間蟄居閉門となった。
のち脱藩して大坂、彦根藩、長州藩、大村藩などで砲術と儒学を教授し、享和2年（1802年）、平戸藩主松浦清から招待され藩士の教育にあたった。同3年（1803年）長崎で病没。『紀南遊嚢』などの漢詩集を残した。
1915年（大正4年）に従五位を遺贈された。孫娘の桂が島崎重韶（島崎藤村の祖父）の後妻となった。

## 註
1. ↑  「阪本」表記も
2. ↑  『贈位諸賢伝 増補版 上』 特旨贈位年表 p.38
3. ↑  「人づくり風土記 長野」1988年 組本社